# Giovanni II d'Ungheria
Giovanni Sigismondo Zápolya, noto anche come Giovanni II d'Ungheria, in ungherese Szapolyai János Zsigmond, in croato Ivan Žigmund Zapolja (Buda, 7 luglio 1540 – Alba Iulia, 14 marzo 1571), figlio di Giovanni Zápolya e Isabella Jagiełło, regnò nominalmente dal 1540 al 1559 ed effettivamente la sola Transilvania da allora sino al 1570.

## Biografia
La nascita di Giovanni Sigismondo, quindici giorni prima della morte del padre, fornì ai nobili ungheresi il pretesto per rinnovare il loro rifiuto ad assoggettarsi agli Asburgo. Una dieta di nobili ungheresi confermò la sua designazione a re d'Ungheria (benché electus rex non fu mai incoronato, perché l'Ungheria fu smembrata negli anni successivi), mentre la madre e il ministro Giorgio Martinuzzi assumevano la tutela e la reggenza. Il secondo nome del neo-re, Sigismondo, ricordava il nonno, re di Polonia, e tramite lui il quadrisnonno, l'imperatore Sigismondo di Lussemburgo, re d'Ungheria per mezzo secolo e fonte di legittimità dinastica delle sue pretese al trono.
Come già quindici anni prima l'elezione scatenò una nuova guerra fra Asburgo ed Ottomani. Ferdinando I cinse d'assedio Buda, sede della corte ungherese, ma il 28 agosto 1542 venne sconfitto da Solimano il Magnifico. Questa volta i turchi installarono un governatore a Buda e occuparono permanentemente l'Ungheria cisdanubiana, mentre la corte ungherese si trasferiva ad Alba Iulia in Transilvania, da cui governava tutta la parte orientale. L'Ungheria restò così divisa in tre parti. La regione nord-occidentale, con capitale Bratislava, divenne una parte dell'impero, spesso chiamata Ungheria Reale. Essa comprendeva l'odierna Slovacchia, la Transdanubia occidentale (regione a cavallo del confine austro-ungherese odierno e il Burgenland, oggi austriaco. A Bratislava era la sede della dieta del regno d'Ungheria e gli Asburgo venivano incoronati re d'Ungheria.
Poco dopo Ferdinando riuscì a togliere a Giovanni Sigismondo e al suo tutore l'appoggio del nonno, il re Sigismondo I di Polonia. Nel 1543 fu firmato un trattato che stabilì il matrimonio del principe polacco Sigismondo Augusto con Elisabetta d'Asburgo, figlia di Ferdinando e simultaneamente garantiva la neutralità della Polonia nel conflitto ungherese. Giorgio Martinuzzi dovette allora negoziare il Trattato di Nyírbátor (1549), che avrebbe dovuto assegnare la corona d'Ungheria agli Asburgo, lasciando la Transilvania a Giovanni Sigismondo. La mancata applicazione dell'accordo, che venne rifiutato dalla regina madre, indusse Ferdinando ad invadere anche la Transilvania, nominando voivoda il Martinuzzi, ma facendolo assassinare subito dopo, per paura delle sue segrete intese con i turchi (1551). Giovanni Sigismondo e sua madre Isabella Jagellona dovettero allora andare in esilio in Slesia. Il sultano reagì occupando la città di Timișoara nel 1552 e convincendo la dieta di Transilvania a richiamare Giovanni II e sua madre (1556).
Con il raggiungimento della maggiore età e la morte di sua madre (1559), Giovanni Sigismondo governò autonomamente la Transilvania, sempre però come fedele alleato del sultano. La potenza turca, d'altronde, era all'apice: con la vittoria di Seghedino costrinse lo stesso imperatore Massimiliano II a pagare un tributo (Trattato di Adrianopoli (1568)).
Con il trattato di Spira del 16 agosto 1570 Giovanni II rinunciò al titolo di re d'Ungheria a favore di Massimiliano II e simultaneamente fu riconosciuto come primo Principe di Transilvania e di parte dell'Ungheria (Princeps Transsylvaniae ac partium Hungariae). Pur rimanendo un vassallo dell'impero ottomano, otteneva un riconoscimento diplomatico anche dagli Asburgo, allontanando il pericolo di ulteriori guerre. La regione orientale dell'Ungheria rimasta sotto il suo dominio, venne spesso chiamata Partium, proprio a causa del titolo assegnato a Giovanni Sigismondo, ma in pratica fu inglobata nella Transilvania. Il dominio di Giovanni II come principe di Transilvania durò solo due anni (1570-1571), perché poco dopo egli morì senza lasciare eredi.

## La tolleranza religiosa
Sotto il regno di Giovanni II, nel 1568, fu approvato l'Editto di Turda, che fu il primo decreto sulla libertà religiosa nella storia moderna dell'Europa e favorì la diffusione dell'unitarianismo in Transilvania. L'unitarianismo nega il dogma della Trinità e in quel momento storico (in cui la Transilvania doveva riconoscere la propria dipendenza dalla Sublime Porta) era funzionale a liberare i cristiani dall'accusa di politeismo, spesso utilizzata dai musulmani per giustificare le guerre contro i cristiani. Giovanni Sigismondo stesso si sarebbe convertito.

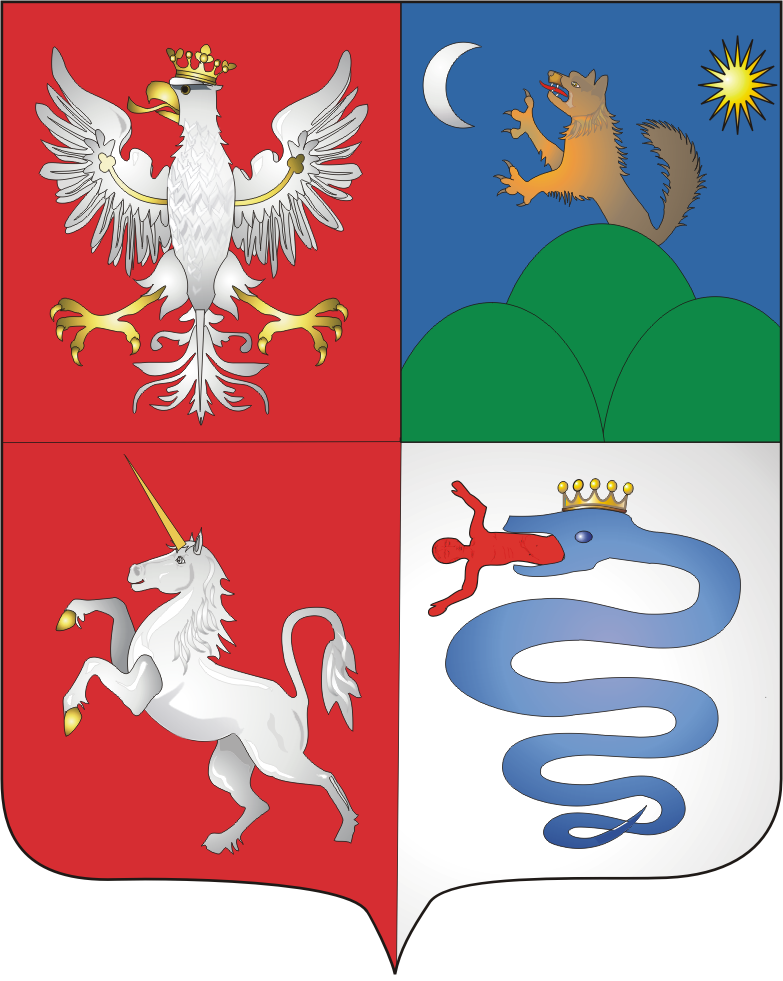
Stemma di Giovanni II d'Ungheria

## Stemma
Lo stemma di Giovanni II d'Ungheria è uno stemma inquartato e riporta:
- l'aquila coronata nel primo cantone per ricordare la propria discendenza materna dalla casa reale di Polonia e indirettamente d'Ungheria. Un bisnonno di sua madre era Alberto d'Asburgo, re dal 1438 al 1439, il quale a sua volta era genero di Sigismondo di Lussemburgo, che aveva regnato sull'Ungheria per 50 anni. Il disegno dell'aquila è proprio quello, che compare sulle monete coniate da Sigismondo.
- lo stemma della famiglia Zápolya nel cantone 2;
- nel cantone 3 un altro stemma della famiglia;
- nel cantone 4 lo stemma della famiglia Sforza, cui apparteneva sua nonna materna Bona.

## Ascendenza
|                                     |                        |                                                    | Genitori                              |  |  | Nonni |  |  | Bisnonni       |  |  | Trisnonni                           |  |
|                                     |                        |                                                    |                                       |  |  |       |  |  | László Zápolya |  |  | János Zápolya, signore di Borostyan |  |
|                                     |                        |                                                    |                                       |  |  |       |  |  | László Zápolya |  |  | János Zápolya, signore di Borostyan |  |
|                                     |                        | …                                                  |                                       |  |  |       |  |  | László Zápolya |  |  |                                     |  |
| István Zápolya, palatino d'Ungheria |                        |                                                    |                                       |  |  |       |  |  | László Zápolya |  |  |                                     |  |
|                                     |                        | Dorottya                                           | …                                     |  |  |       |  |  |                |  |  |                                     |  |
|                                     |                        | Dorottya                                           | …                                     |  |  |       |  |  |                |  |  |                                     |  |
|                                     |                        | Dorottya                                           | …                                     |  |  |       |  |  |                |  |  |                                     |  |
| Giovanni I d'Ungheria               |                        | Dorottya                                           |                                       |  |  |       |  |  |                |  |  |                                     |  |
|                                     |                        | Przemysław II, duca di Teschen                     | Bolesław I, duca di Teschen           |  |  |       |  |  |                |  |  |                                     |  |
|                                     |                        | Przemysław II, duca di Teschen                     | Bolesław I, duca di Teschen           |  |  |       |  |  |                |  |  |                                     |  |
|                                     |                        | Przemysław II, duca di Teschen                     | Eufemia Mazowiecka                    |  |  |       |  |  |                |  |  |                                     |  |
| Jadwiga Cieszyńska                  |                        | Przemysław II, duca di Teschen                     |                                       |  |  |       |  |  |                |  |  |                                     |  |
|                                     |                        | Anna Mazowiecka                                    | Bolesław IV, duca di Varsavia         |  |  |       |  |  |                |  |  |                                     |  |
|                                     |                        | Anna Mazowiecka                                    | Bolesław IV, duca di Varsavia         |  |  |       |  |  |                |  |  |                                     |  |
|                                     |                        | Anna Mazowiecka                                    | Barbara Olelkówna                     |  |  |       |  |  |                |  |  |                                     |  |
| János II, re d'Ungheria             |                        | Anna Mazowiecka                                    |                                       |  |  |       |  |  |                |  |  |                                     |  |
|                                     | Casimiro IV di Polonia | Władysław II, re di Polonia e granduca di Lituania |                                       |  |  |       |  |  |                |  |  |                                     |  |
|                                     | Casimiro IV di Polonia | Władysław II, re di Polonia e granduca di Lituania |                                       |  |  |       |  |  |                |  |  |                                     |  |
|                                     | Casimiro IV di Polonia | Sofija Andreevna Alšėniškė                         |                                       |  |  |       |  |  |                |  |  |                                     |  |
| Sigismondo I Jagellone              | Casimiro IV di Polonia |                                                    |                                       |  |  |       |  |  |                |  |  |                                     |  |
|                                     |                        | Elisabetta d'Asburgo                               | Alberto II d'Asburgo                  |  |  |       |  |  |                |  |  |                                     |  |
|                                     |                        | Elisabetta d'Asburgo                               | Alberto II d'Asburgo                  |  |  |       |  |  |                |  |  |                                     |  |
|                                     |                        | Elisabetta d'Asburgo                               | Elisabetta di Lussemburgo             |  |  |       |  |  |                |  |  |                                     |  |
| Isabella Jagellona                  |                        | Elisabetta d'Asburgo                               |                                       |  |  |       |  |  |                |  |  |                                     |  |
|                                     |                        | Gian Galeazzo Maria Sforza, duca di Milano         | Galeazzo Maria Sforza, duca di Milano |  |  |       |  |  |                |  |  |                                     |  |
|                                     |                        | Gian Galeazzo Maria Sforza, duca di Milano         | Galeazzo Maria Sforza, duca di Milano |  |  |       |  |  |                |  |  |                                     |  |
|                                     |                        | Gian Galeazzo Maria Sforza, duca di Milano         | Bona di Savoia                        |  |  |       |  |  |                |  |  |                                     |  |
| Bona Sforza                         |                        | Gian Galeazzo Maria Sforza, duca di Milano         |                                       |  |  |       |  |  |                |  |  |                                     |  |
|                                     |                        | Isabella d'Aragona                                 | Alfonso II, re di Napoli              |  |  |       |  |  |                |  |  |                                     |  |
|                                     |                        | Isabella d'Aragona                                 | Alfonso II, re di Napoli              |  |  |       |  |  |                |  |  |                                     |  |
|                                     |                        | Isabella d'Aragona                                 | Ippolita Maria Sforza                 |  |  |       |  |  |                |  |  |                                     |  |
|                                     |                        | Isabella d'Aragona                                 |                                       |  |  |       |  |  |                |  |  |                                     |  |